# Johann Georg Wimpassinger

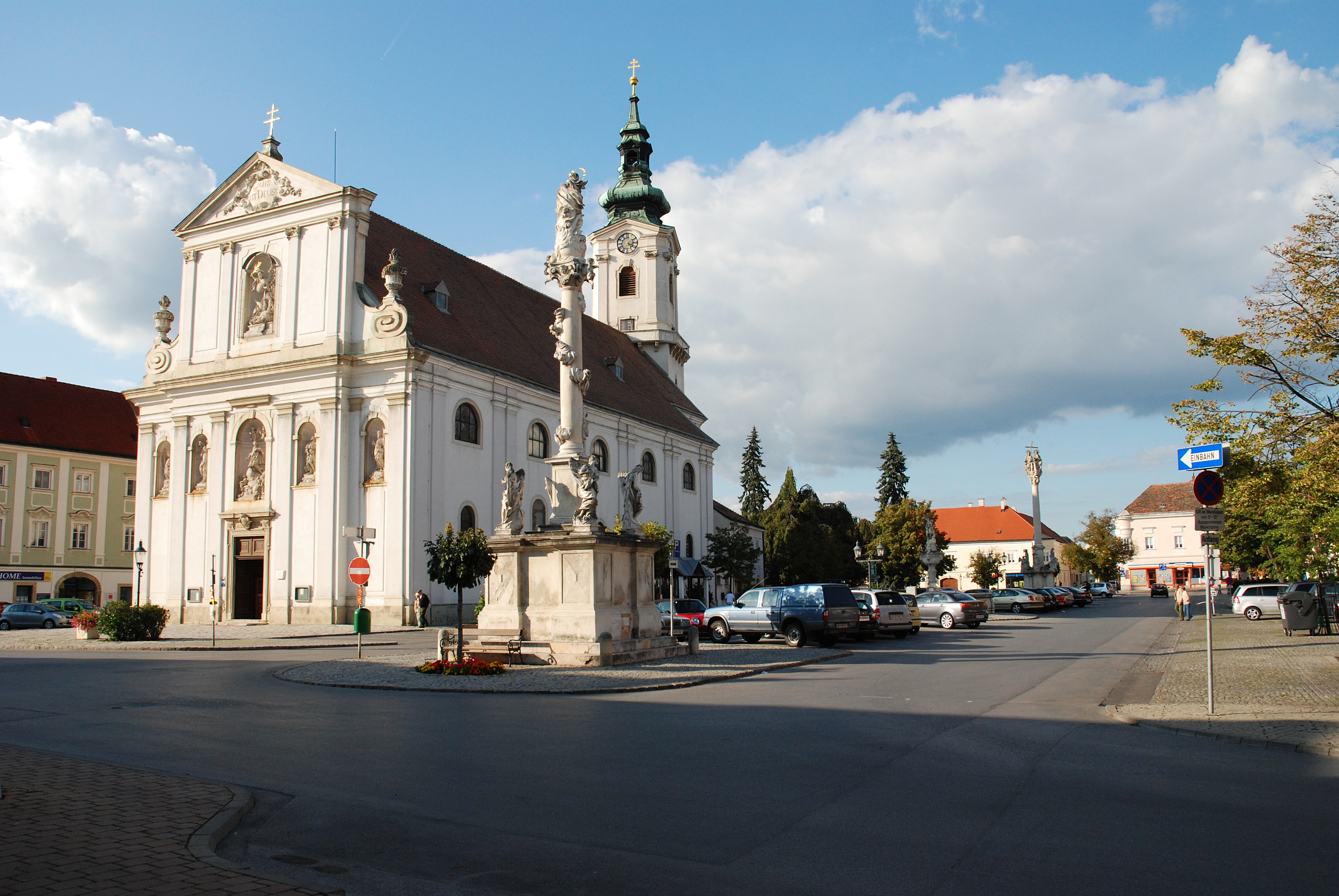
Bruck an der Leitha, Hauptplatz

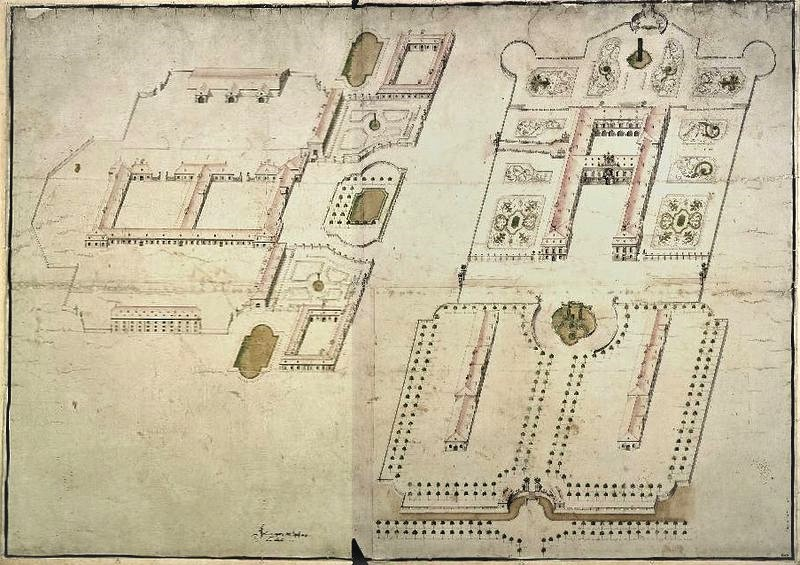
Aquarellierte Federzeichnung von Baumeister Johann Georg Wimpassinger: Schloss Hof samt Garten und Meiereihofanlage ca. 1727. Österreichische Nationalbibliothek, Kartensammlung

Johann Georg Wimpassinger (auch Johann Georg Windpässinger, * um 1693 in Breitenbrunn, damals Westungarn, seit 1921 Burgenland; † 16. März 1766 in Bruck an der Leitha) war ein österreichischer Baumeister des Barock.

## Leben

### Familie in Breitenbrunn
Der Maurermeister Michael Wimpassinger lebte mit Frau Elisabeth in Breitenbrunn, ihrem Sohn Johann Georg folgte im November 1692 Rosina und im April 1695 Jakob.

### Heirat in Bruck an der Leitha
Johann Georg Wimpassinger verheiratete sich am 16. Juni 1722 mit Maria Bollerin, der Witwe des Jakob Boller, Rauchfangkehrer, Bürger und Mitglied des Äußeren Rates der Stadt. Anna Maria Wimpassinger starb am 13. August 1740 mit 65 Jahren. In zweiter Ehe heiratete er Elisabeth N., die 1747 mit 27 Jahren starb.
In dritter Ehe verheiratete sich Johann Georg Wimpassinger am 26. November 1748 mit der Witwe Elisabeth Lepperin. Ihre gemeinsamen Kinder waren Anna Elisabeth (* 1749), Theresia Christine (* 1751) und Johann Ernst Ignaz (* 1755).

### Meisterschaft
Wimpassinger wurde im Handwerk der Steinmetzen und Maurer in Bruck an der Leitha Maurermeister und Bürger der Stadt. 1746 ist er als Maurermeister dokumentiert und bezahlte 28 fl. Gewerbepfund.

### Holzlieferung aus dem Heiligenkreuzer Wald der Herrschaft Königshof
Es war die Aufgabe des Richters im Kayserl. Steinbruch, zu dieser Zeit Steinmetzmeister Elias Hügel, Buch zu führen über Holzlieferungen:
- 21. Juni 1731: Holz-Register, welche das Luß Holz bekommen haben im abgewichenen Winter 1730 und 1731, alß: Herr Wimpässinger, ein Maurer .......... 1L

## Werke

### Pfarrkirche Bruck an der Leitha
Der Kirchenbau begann 1696. Der zugewanderte Schlesier Heinrich Hofmann, war Brucker Maurermeister und Bürger der Stadt geworden und mit der Planung und Durchführung der Bauarbeiten beauftragt. Die einfache und glatte Fassade dieser Kirche wurde in einem zweiten Bauabschnitt von 1738 bis 1740 verändert, erhielt so ihre heutige Gestalt. Der Kirchturm stand zuvor frei als Wachtturm auf dem Hauptplatz, die Kirche wurde an ihn angebaut. Diese zweite Phase bestimmte Baumeister Johann Georg Wimpassinger mit dem Bildhauer Martin Vögerl den Bau.
- Pfarrkirche Bruck an der Leitha#Zweiter Bauabschnitt (1738–40)

Prinz Eugen spricht mit seinem Verwalter, dahinter Schloss Hof im Aufbau. (Bild von Franz Wacik, 1913)

### Schloss Hof
- Schloss Hof#Gartenbeschreibung

In den Kuruzenkriegen wurde auch die Feste Hof verwüstet. 1718 brachte der Friede von Passarowitz Ruhe in das Marchfeld. Prinz Eugen erwarb die Herrschaft und beauftragte den Wiener Architekten Johann Lukas von Hildebrandt mit der Planung einer Residenz.
Hildebrandt baute an das alte Kastell zwei Seitenflügeln an und versah sie mit Eckpavillons, die mit Mansardendächern gedeckt waren. Zum ausführender Baumeister wurde Johann Georg Windpässinger bestellt. In sechs Jahren waren Schloss, Park und Meierhof aufgebaut.
Ein besonderes Dokument hat sich erhalten, ein Plan des Schlosses Schlosshof, von Baumeister Wimpassinger gezeichnet und zeigt die Anlage des Schlosses samt Nebengebäuden und Gärten in der Vogelperspektive zu Anfang des XVIII. Jahrhunderts.

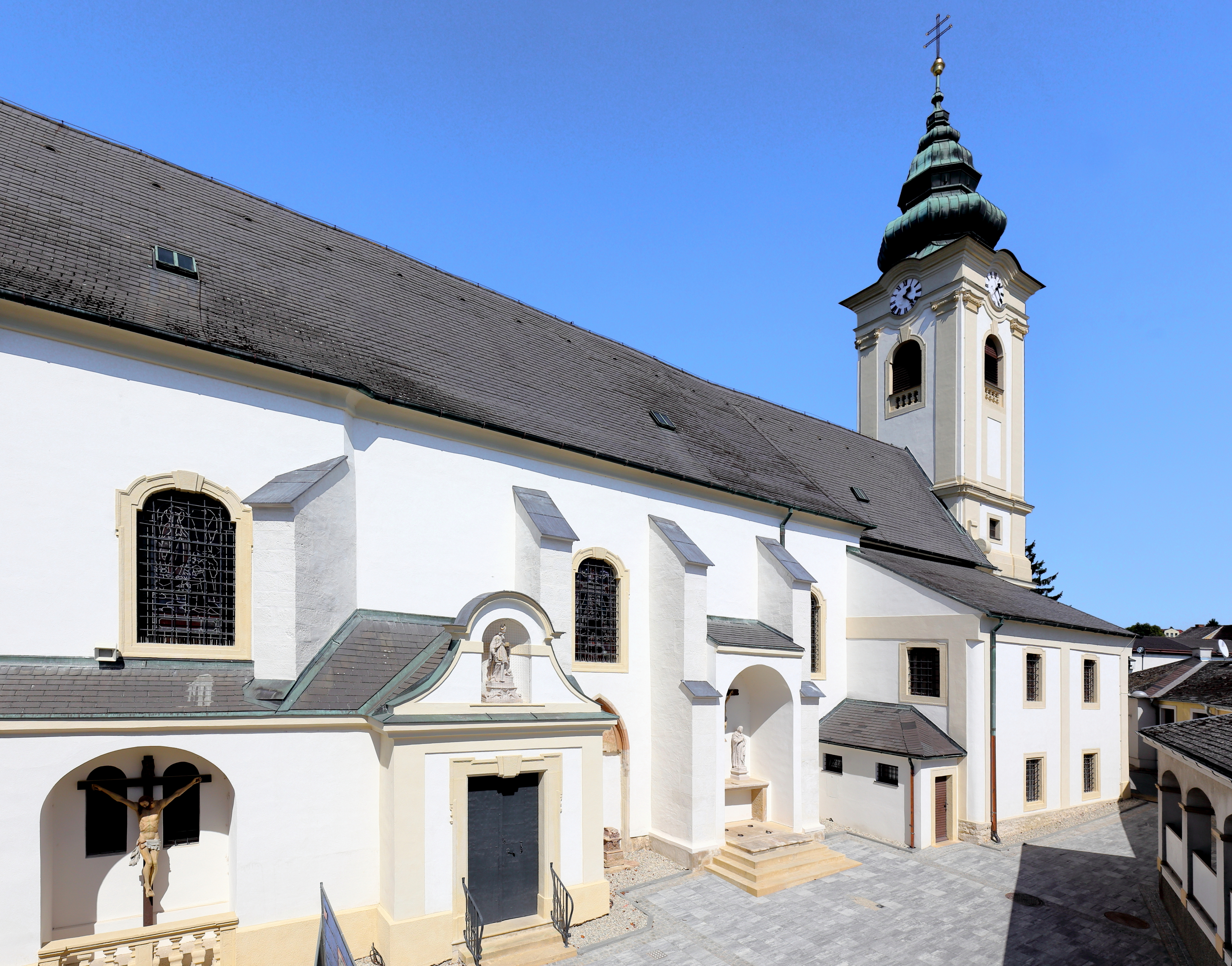
Pfarrkirche Neusiedl am See

### Stadtpfarrkirche in Neusiedl am See
- Pfarrkirche Neusiedl am See#Geschichte

Am 17. April 1735 wurde ein „Abbruch-Contract“ beschlossen, demzufolge festgelegte Baulichkeiten abgetragen werden sollen. Den Auftrag zur Kirchenerweiterung erhielt Johann Georg Wimpassinger aus Bruck an der Leitha, ausführender Baumeister des Architekten Hildebrandt und von diesem stilistisch beeinflusst. Der Einsturz des Ostturmes 1737 zog schwere Zerstörungen am Hochaltar, Sakristei, an Teilen des Dachstuhls mit sich, von 1737 bis 1738 Turmneubau durch Wimpassinger.

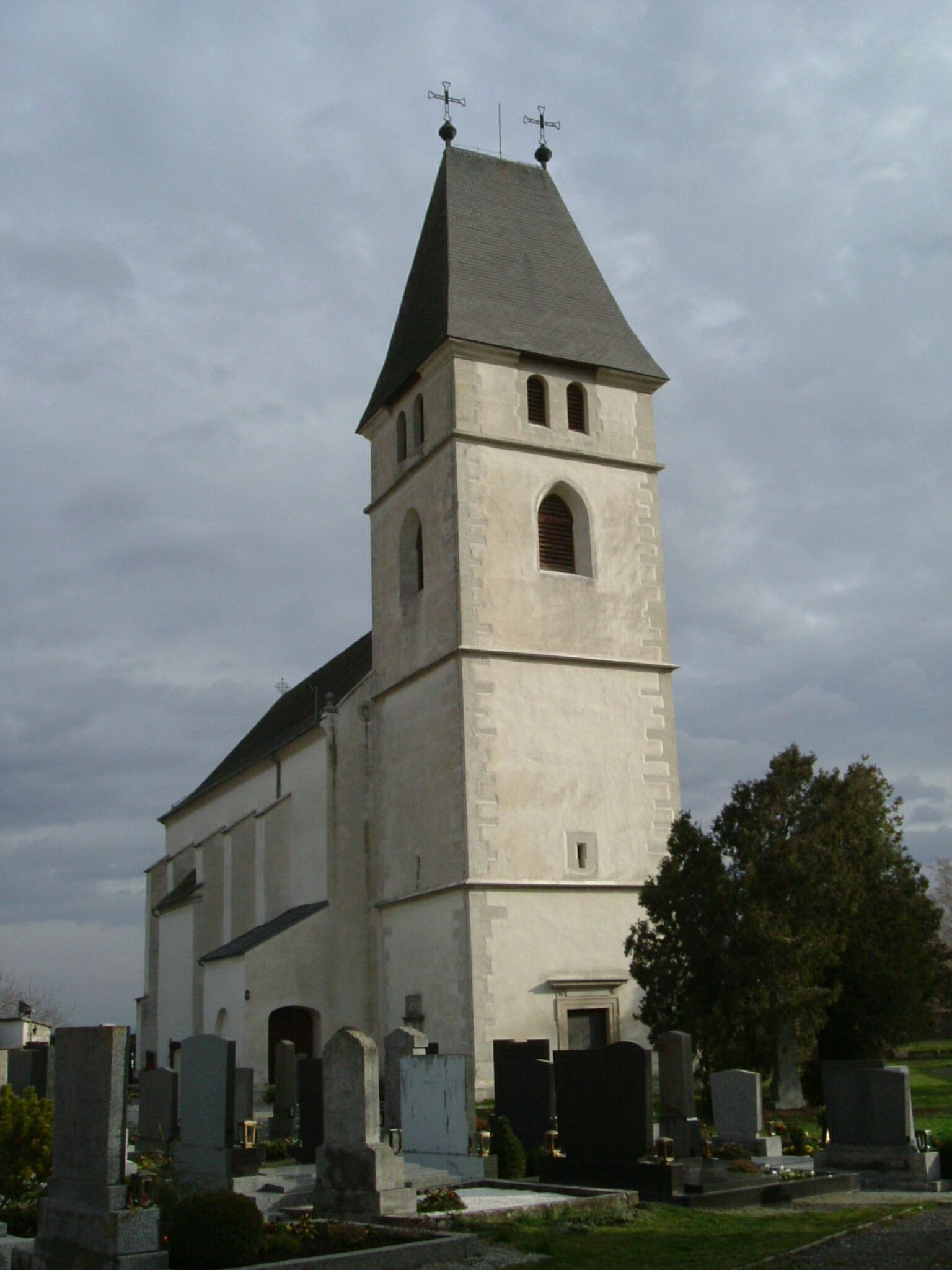
Kirche Breitenbrunn am Neusiedler See

### Pfarrkirche zur Hl. Kunigunde in Breitenbrunn
Pfarrkirche Breitenbrunn#Ausstattung
Die Pfarrkirche Breitenbrunn, der hl. Kunigunde geweiht, war Windpassingers Taufkirche. Er lebte in Bruck an der Leitha, die Verbindung zu Breitenbrunn blieb aufrecht. 1737 brannten Dorf und Kirche ab. Die Altäre der Kirche wurden erneuert. Zwei gleich aufgebaute Seitenaltäre, links dem hl. Johannes Nepomuk geweiht, 1745 von Johann Georg Wimpassinger gestiftet, rechts der hl. Maria vom Berge Karmel geweiht, 1748 von Elisabeth Wimpassingerin, geborene Herischin gestiftet. Wimpassinger leitete diesen Ausbau, nach Hillinger hat er auch die Pläne gezeichnet.

### Ehemalige Wallfahrtskirche Stotzing
Die Kirche zum Hl. Johannes der Täufer und das Serviten-Kloster von Stotzing waren 1683 im großen Türkensturm zerstört worden und blieben viele Jahre als Ruinen stehen. Die Auffindung einer verschollenen Marienstatue, gab den Anlass für die Wiedererrichtung.
1743 erhielt Baumeister Johann Georg Wimpassinger aus Bruck an der Leitha vom Grundherrn Fürst Paul Anton Esterházy den Auftrag zum Neubau der Kirche, die Fundamente des frühbarocken Vorgängerbaus wurden mitverwendet. Die Arbeiten waren 1748 vollendet, bereits im Mai 1745 wurde das Gnadenbild in die Kirche übertragen, wo es auf dem Hochaltar des Kaisersteinbrucher Steinmetzmeisters Elias Hügel eine dauerhafte Bleibe fand.

### Altes Schloss in Kittsee

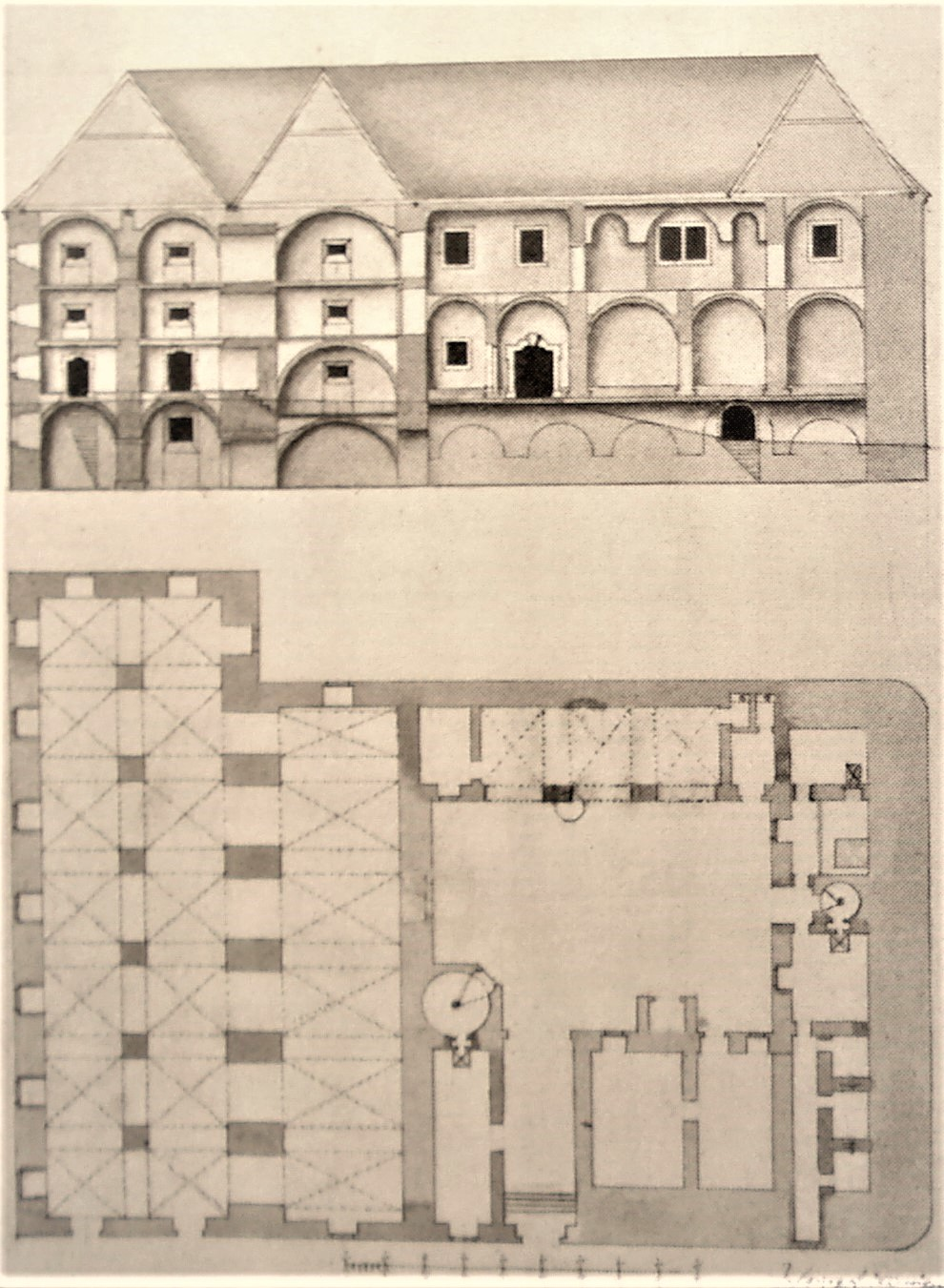
Kittsee, Wimpassinger Umbauplan 1740 Ungarisches Staatsarchiv

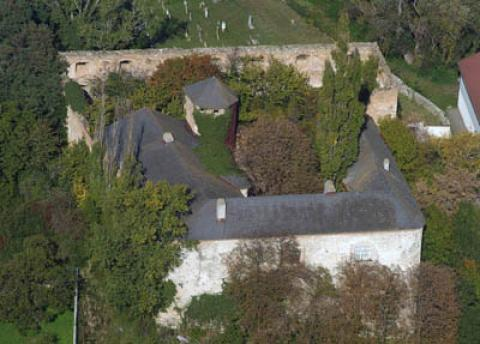
Altes Schloss Kittsee

Im 16. und 17. Jahrhundert kam es zum Schlossneubau, wobei sich ein achteckiger Turm, sowie eine Wendeltreppe mit Wappendarstellungen bis heute erhalten haben.
Ein neuerlicher Umbau war um 1740 geplant, zumal sich ein Plan des Brucker Baumeisters Johann Georg Wimpassinger aus diesem Jahr erhalten konnte. Weiters sind durch den „Contract“ und Hinweise in den Rentamtsrechnungen umfassende Baumaßnahmen dokumentiert. Im 2. Weltkrieg kam es zu massiven Zerstörungen des Granariums. Nach 2009 wurde das Schloss durch den Privatbesitzer renoviert.

### Pfarrkirche Hll. Georg und Vitus in Jois
1751 stürzte die romanische Vorgängerkirche teilweise ein, im Jahr darauf wurde der Brucker Baumeister Johann Georg Wimpassinger mit der Planung eines Neubaus beauftragt. Nachdem die Patronatsherrin Maria Theresia die Finanzierung genehmigt hatte, konnten im Oktober 1756 die Bauarbeiten fortgesetzt. werden.

„Die Joiser Pfarrkirche ist DIE Kirche des Johann Georg Wimpassinger. Hier konnte er seine eigenen Vorstellungen von einer Kirche verwirklichen. Das Gotteshaus strahlt heute noch barocken Glanz aus.“

## Tod
Baumeister Johann Georg Wimpassinger starb am 16. März 1766 in Bruck an der Leitha, seine Witwe heiratete wieder.

„..in der capella curiae verheiratete sich die wohledle Wittfrau Elisabeth Windpässingerin mit dem wohledlen Herrn Franciscus Bollone, Stadtrichter von Pruck an der Leitha“